# Когнітивний дисонанс
Когніти́вний дисона́нс — внутрішній психічний конфлікт, що виникає при зіткненні в свідомості індивіда суперечливих знань, ідей, переконань або поведінкових установок (англ. cognitions) стосовно деякого об'єкта чи явища, за якого з існування одного елемента виникає заперечення іншого. У зв'язку з цим конфліктом, стан індивіда характеризується відчуттям неповноти життя.
Поняття когнітивного дисонансу вперше ввів Леон Фестінґер у 1956 році. Він також звернув увагу на ефект когнітивного дисонансу у впливі медіа на реципієнта масової комунікації.
Теорія когнітивного дисонансу характеризує способи усування чи згладжування цих протиріч і описує те, як це робить людина в типових ситуаціях. Теорія когнітивного дисонансу є одним з важливих напрямів у соціальній психології.

## Теорія когнітивного дисонансу
Теорію когнітивного дисонансу запропонував Леон Фестінґер у 1957 році. Вона пояснює конфліктні ситуації, які нерідко виникають у «когнітивній структурі однієї людини». Теорія ставить за мету пояснити та дослідити стан когнітивного дисонансу, що виникає у людини як реакція на якусь ситуацію, дії індивідів або цілого суспільства.
Приводом до її створення стало дослідження чуток, що поширилися внаслідок землетрусу в Індії у 1934 році. У регіонах, які не постраждали від землетрусу, поповзли чутки про те, що невдовзі мають статися ще сильніші поштовхи в нових місцях і небезпека може загрожувати і цим районам. Було дивно, що такі песимістичні (і абсолютно необґрунтовані) прогнози набули такого широкого поширення. Зрештою, вчені, які досліджували цей феномен, дійшли висновку, що ці чутки швидше виправдовували занепокоєння, ніж викликали його. Люди розповсюджували їх, щоб обґрунтувати ірраціональний стан страху, викликаний новиною про землетрус.

## Основні гіпотези теорії
Леон Фестінґер формулює дві основні гіпотези своєї теорії:
1. У разі дисонансу індивід буде всіма силами прагнути знизити ступінь невідповідності між двома своїми установками, намагаючись досягти консонансу (відповідності). Це відбувається внаслідок того, що дисонанс народжує психологічний дискомфорт[2].
2. Друга гіпотеза, підкреслюючи першу, говорить про те, що, прагнучи знизити дискомфорт, індивід намагатиметься обходити стороною такі ситуації, в яких цей дискомфорт може посилитися.

## Виникнення дисонансу
Дисонанс може з'явитися з різних причин:
- через логічну невідповідність;
- через культурні звичаї;
- у тому випадку, якщо індивідуальна думка не входить до складу ширшої думки;
- через невідповідність минулого досвіду щодо цієї ситуації.

Внаслідок такої поведінки відбувається зміна певних установок людини (на які так чи інакше впливає ситуація), а виправдати цю зміну можна виходячи з того, що людині життєво необхідно підтримувати узгодженість своїх знань.
Тому люди готові виправдати свої помилки: людина, яка вчинила провину чи помилку, схильна виправдовувати себе в думках, поступово зрушуючи свої переконання щодо певної ситуації, що те, що сталося насправді, не таке страшне. Таким чином, індивід «регулює» своє мислення, щоб зменшити конфлікт у собі.

## Ступінь дисонансу
У різних ситуаціях повсякденного життя дисонанс може посилюватися чи слабшати — все залежить від проблеми, яка постає перед людиною.
Так, ступінь дисонансу буде мінімальним у разі, якщо людина, наприклад, подасть (добровільно) на вулиці гроші жебраку, який (як видно) не дуже потребує милостині. Навпаки, ступінь дисонансу у багато разів збільшиться у випадку, якщо людина має серйозний іспит, а вона не намагається до нього підготуватися.
Дисонанс може виникнути (і виникає) у будь-якій ситуації, коли людина має зробити вибір. Причому ступінь дисонансу зростатиме залежно від того, наскільки важливим цей вибір є для індивіда.

## Ослаблення дисонансу
Існування дисонансу, незалежно від ступеня його сили, змушує людину позбутися його повністю, а якщо з якихось причин це зробити поки що неможливо, то значно зменшити. Щоб зменшити сприйняття дисонансу, людина може вдатися до трьох і більше способів:
1. Змінити свою поведінку.
2. Змінити одну з когніцій, тобто переконати себе у зворотному[7].
3. Фільтрувати інформацію, що надходить щодо даного питання або проблеми.

Прикладом може стати затятий курець. Він отримує інформацію про шкоду куріння від лікаря, знайомого, з газет чи іншого джерела. Відповідно до отриманої інформації він або змінить свою поведінку — тобто кине палити, тому що переконався, що це надто шкідливо для його здоров'я, або може заперечувати, що куріння завдає шкоди його організму. Він може спробувати, наприклад, знайти якусь інформацію про те, що куріння може бути певною мірою «корисним» (наприклад, поки він курить, він не набирає зайвої ваги, як це буває, коли людина кидає курити), і тим самим знизити важливість негативної інформації. Це зменшує дисонанс між його знаннями та вчинками. У третьому випадку людина намагатиметься уникати будь-якої інформації, що підкреслює або певною мірою виправдовує шкоду куріння.

## Проблема дисонансу
Серйозні випадки дисонансу можуть призводити до неспокою, відчуття провини або сорому, викликати значний стрес, знижену самооцінку, викликати агресію або інші небажані наслідки.
Можливі два шляхи подолання дисонансу індивідом:
- шляхом зміни власних понять, переконань або поведінки;
- виправдовуючи власні поняття, переконання або поведінку.

## Приклад
Якщо раптом завжди люб'язна тиха людина неочікувано використовує ненормативну лексику і кричить чи відома інста-дієтологиня нишком їсть шаурму на ярмарку, україномовний кумир підтримує проросійського політика, а у вас промайне думка: «Як же ж так? Так не може бути!», то це і буде когнітивним дисонансом.